# Cristina Huete
Cristina Huete és una productora de cinema espanyola, filla de Manuel Huete. Porta produïdes 20 pel·lícules en 4 dècades, quatre d'elles guardonades amb Premis Goya i Premis Oscar.

## Trajectòria professional
Huete ha desenvolupat la seva carrera professional com a productora de cinema.
El 1992 va aconseguir el seu primer Goya a la millor pel·lícula amb Belle Époque del director Fernando Trueba, que és també la seva parella i col·laborador habitual. La pel·lícula va obtenir a més l'Oscar a la millor pel·lícula de parla no anglesa.
El 1999 va rebre el segon Goya a la millor pel·lícula per La niña de tus ojos, igualment dirigida per Trueba.
Va ser productora de Chico y Rita, reconeguda amb el Goya a la millor pel·lícula d'animació, la seva primera incursió en el camp de la producció d'animació. Va ser nominada al Millor llargmetratge d'animació als Oscar de l'any 2011.
En 2014 va aconseguir de nou el Goya a millor pel·lícula amb Vivir es fácil con los ojos cerrados, de David Trueba.
En 2019 va ser distingida amb el Premi Dona de Cinema 2019.

## Filmografia (selecció)
- El año de las luces (productora executiva, 1986)
- Lulú de noche (productora executiva, 1986)
- La mujer de tu vida (sèrie de televisió, 1990)
- Amo tu cama rica (1992)
- Sublet (1992)
- Belle Époque (1992)
- Los peores años de nuestra vida (1994)
- Two Much (1995)
- La niña de tus ojos (1998)
- El embrujo de Shanghai (2002)
- Soldados de Salamina (2003)
- El baile de la Victoria (2009)
- Chico y Rita (2010)
- El artista y la modelo (2012)
- Vivir es fácil con los ojos cerrados (2013)